# うるさくて愛おしいこの世界に
『うるさくて愛おしいこの世界に』（うるさくていとおしいこのせかいに）は、2024年5月1日から配信開始された槇原敬之の配信限定シングル。後に、ベストアルバムBuppu Label 15th Anniversary "Showcase!"に収録。

## 概要
2018年リリースの『記憶』以来約5年半ぶりのシングル。
シンガーソングライターのSETAが原作の映画『マンガ家、堀マモル』のエンディングテーマとして、佐橋佳幸にオファーされ、渡された脚本をもとに槇原敬之が作詞作曲した。堀マモル目線で書かれている。ジャケットは原作者のSETAが作製した。

## 収録曲
作詞・作曲・編曲：槇原敬之
1. うるさくて愛おしいこの世界に